# Trännäsudden
Trännäsudden är en udde i Finland. Den ligger i Lovisa stad och landskapet Nyland, i den södra delen av landet, 60 km öster om huvudstaden Helsingfors.
Terrängen inåt land är platt. Havet är nära Trännäsudden åt sydost. Runt Trännäsudden är det glesbefolkat, med 8 invånare per kvadratkilometer. Närmaste större samhälle är Borgå, 19,1 km väster om Trännäsudden. I omgivningarna runt Trännäsudden växer i huvudsak blandskog.